# قلمرو جنوبگان استرالیا
قلمرو جنوبگان استرالیا بخشی از جنوبگان است که استرالیا بر آن مالکیت دارد است. این قلمرو بزرگ‌ترین قلمرو مورد ادعای یک کشور در جنوبگان است. این منطقه از سال ۱۸۴۱ میلادی مورد ادعای بریتانیا بود و در سال ۱۹۳۳ با توجه به اینکه استرالیا کشور مستقلی شده بود به این کشور منتقل شد.

## عرض جغرافیایی
۴۴٫۳۸ تا ۱۳۶٫۱۱ شرقی و ۱۴۲٫۲ تا ۱۶۰ شرقی منطقه‌های مورد ادعای استرالیا هستند.

## ایستگاه‌های پژوهشی
استرالیا سرمایه‌گذاری چشمگیری روی پروژه‌های پژوهشی در این قاره انجام داده‌است. بر پایه برنامه راهبردی ۱۰ ساله پژوهشی این کشور در جنوبگان، استرالیا تمرکز ویژه‌ای بر پژوهش‌ها در این بخش دارد. یکی از دلایل اصلی این پژوهش‌ها، ارتباط تنگاتنگ اکوسیستم جنوبگان و استرالیا است. این کشور، چهار ایستگاه پژوهشی در جنوبگان دارد و به‌طور میانگین ۸۰ تا ۹۰ نفر از دو کشور استرالیا و نیوزیلند در آن‌ها زندگی می‌کنند.